# راهنمای گردشگری دارای نشان آبی
راهنمای گردشگری دارای نشان آبی، راهنمای گردشگری است که به عنوان راهنمای واجد شرایط و معتبر برای گردشگران در بریتانیا گواهینامه دریافت کرد‌ه‌است.

## تاریخچه
سازمان صدور گواهی اولیه، که در اصل «انجمن اساتید راهنما» نام داشت، برای شناسایی راهنمایان گردشگری واجد شرایط برای جشنواره بریتانیا در سال ۱۹۵۱ گشوده‌شد. پس از چندین بار تغییر نام، به «انجمن راهنمایان گردشگری ثبت‌شده» و اخیراً به«انجمن راهنمایان گردشگری بریتانیا» تبدیل شد.  در سال ۲۰۰۲، «مؤسسه راهنمایان گردشگری» برای اعتبار بخشیدن به برنامه‌های آموزشی راهنمایان گردشگری، ارزیابی مدارک و مهارت زبان، اعتبار دادن به مربیان و اعطای نشان گشوده‌شد.

## ارزیابی
موسسه راهنمایان گردشگری، راهنمایان را در انگلستان بررسی و تایید می‌کند. در اسکاتلند، انجمن راهنمایان گردشگری اسکاتلند (STGA) استانداردها را تعیین کرده و تمام دوره‌های آموزشی را اعتبار می‌بخشد. همه راهنماهای دارای نشان آبی باید امتحانات مؤسسه انگلستان یا امتحانات STGA را پشت‌سر بگذارند. آنها تا دو سال در سطح دانشگاه تحصیل می‌کنند و در یک‌سری آز‌مون‌های کتبی و عملی جامع شرکت‌نموده تا که واجد شرایط تبدیل‌شدن به «راهنمای گردشگری دارای نشان آبی» شوند.
برای واجد شرایط بودن، فراگیران باید یک برنامه درسی گسترده و آزمون‌های هر درس را بگذرانند.  مؤسسه راهنمایان گردشگری، سه نشان گوناگون اعطا می کند:
- نشان آبی، راهنمای گردشگری را معرفی می‌کند که واجد شرایط تورهای پیاده‌، راهنمایی در مکان‌ها و راهنمایی در وسیله نقلیه در حال حرکت، در یک منطقه مشخص‌شده است.
- نشان سبز، راهنمای گردشگری را معرفی می‌کند که واجد شرایط تور پیاده‌ با راهنما و مکان‌هایی در شهر و نیز بخش یا منطقه‌ای از حومه شهر است.
- نشان سفید، راهنمای گردشگری را معرفی می‌کند که واجد شرایط راهنمایی در یک مکان خاص یا تور پیاده است.